# Zugezogen Maskulin
Zugezogen Maskulin ist ein Berliner Hip-Hop-Duo, bestehend aus Grim104 und Testo. Das Duo präsentiert sich als Persiflage auf Gangsta-Rap und Macho-Attitüde, indem es verschiedene Klischees überspitzt und pointiert darstellt. Hinzu treten sarkastische und ironische Kommentare zum Zeitgeist.

## Bandgeschichte
Grim104 und Testo gründeten das Duo am 1. Juli 2010. Der Name ist eine Anspielung auf Westberlin Maskulin und Südberlin Maskulin; beide Rapper kommen nicht ursprünglich aus Berlin, daher stammt das Wort „zugezogen“ im Namen. Kennengelernt haben sich die beiden Künstler im Rahmen eines Praktikums bei der Redaktion der Internetseite rap.de.
2011 erschien das Gratisalbum Kauft nicht bei Zugezogenen, das zwölf Titel enthält. Im Herbst 2013 wurde das Duo vom Hamburger Independent-Label Buback unter Vertrag genommen. Am 13. Februar 2015 veröffentlichte Buback das zweite Album der Gruppe Alles brennt. Am 20. Oktober 2017 wurde das dritte Album mit dem Titel Alle gegen Alle veröffentlicht. Das vierte Album 10 Jahre Abfuck erschien am 7. August 2020, das Cover zeigt eine Reproduktion eines Werkes von Daniel Richter.
Seit 2022 sind sie außerdem im Podcast Zum Dorfkrug zu hören, der vom Diffus-Magazin produziert wird.

## Diskografie
Alben:
- 2011: Kauft nicht bei Zugezogenen! (Gratis-Album)
- 2015: Alles brennt (Album, Buback)
- 2017: Alle gegen Alle (LP)
- 2020: 10 Jahre Abfuck (LP)

EPs:
- 2010: Zugezogen Maskulin (Gratis-EP)

Sonstige:
- 2012: Undercut Tumblrblog (Freetrack)
- 2015: Füchse feat. LGoony (Juice-Exclusive auf Juice CD No 132; Cover des gleichnamigen Originals der Absoluten Beginner)
- 2016: Ratatat im Bataclan (Freetrack)
- 2017: Was für eine Zeit (Releasetrack), Uwe & Heiko
- 2018: Junge Roemer, auf: Falco – Sterben um zu Leben
- 2020: EXIT (Single)
- 2020: Tanz auf dem Vulkan (Single)
- 2020: Sommer Vorbei (Single)